# 芋焼酎

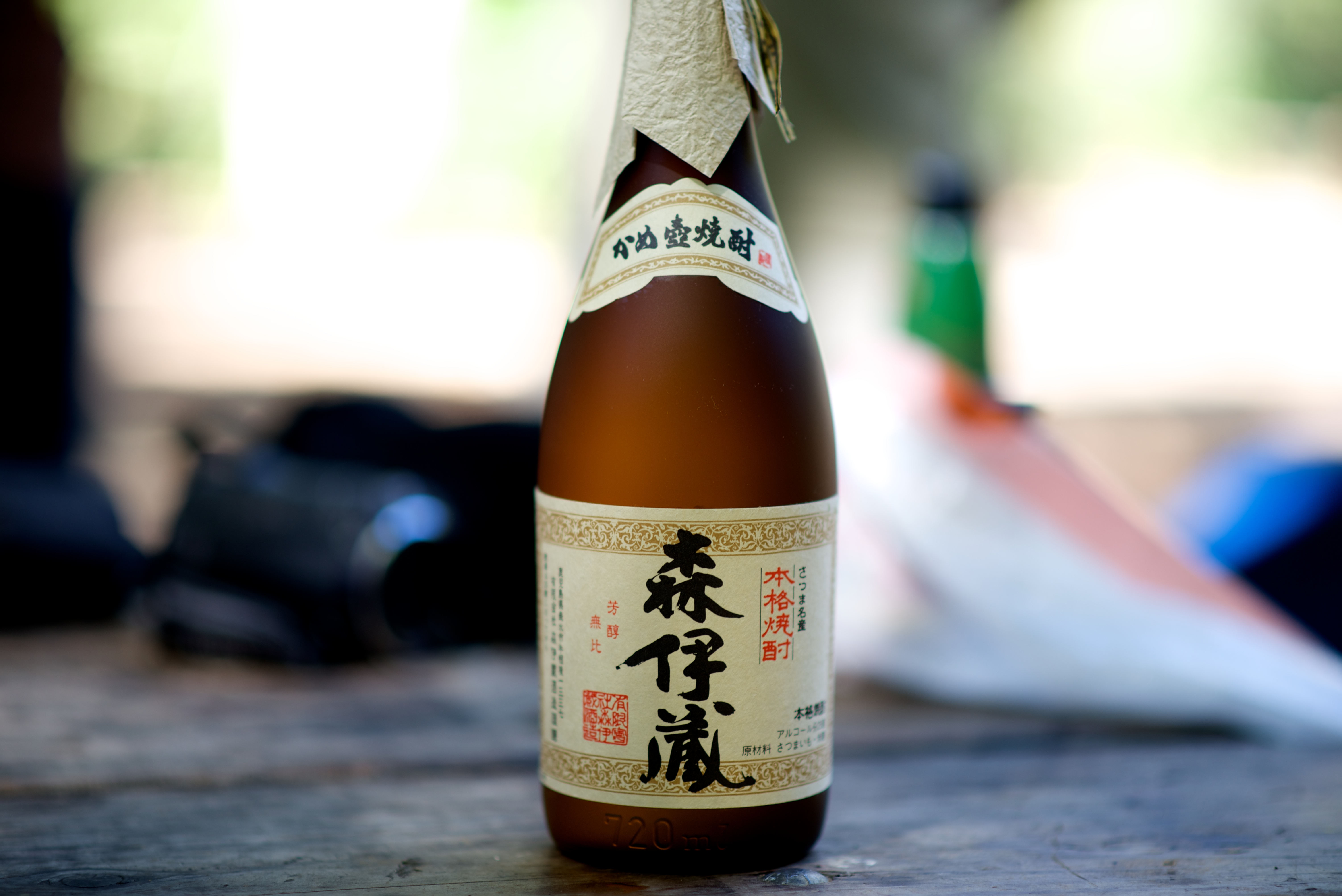
芋焼酎（森伊蔵）

芋焼酎（いもしょうちゅう、いもじょうちゅう）は、サツマイモを主原料とした焼酎。甘藷焼酎とも呼ばれる。サツマイモを原料とした大衆的な酒は、世界的に見ても珍しい。
柔らかで上品な甘みと特有の香りが特長とされる。奄美群島を除く鹿児島県、宮崎県の平野部、および伊豆諸島などで製造されている。
ジャガイモを使った焼酎は「ジャガイモ焼酎」と呼ばれ区別されている。

## 特徴

### 香り
芋焼酎特有の香りは長所となる一方で、好き嫌いが分かれる。香りは以下のような成分で構成される。
- モノテルペンアルコール : マスカットやライチに近い、主たる香り
  - α-テルピネオール : ライラックの香り
- β-ダマセノン : 甘い香り
- グアイアコール : 消毒薬のような香り
- ファルネソール : 柑橘系の香り

このうちα-テルピネオールとグアイアコールは、他の焼酎にはみられない特に固有の揮発性成分となっている。モノテルペンアルコールはサツマイモの皮や両端に多く含まれるモノテルペンアルコール配糖体が麹によって分解されて生じるため、原料処理や酵素の活性によって香りが変化する。また、黒麹菌は白麹菌よりもこの分解活性が高い。これ以外の成分はサツマイモ由来ではなく、常圧蒸留の際に醪が加熱されて生じる副生成物が多い。

### 生産と消費

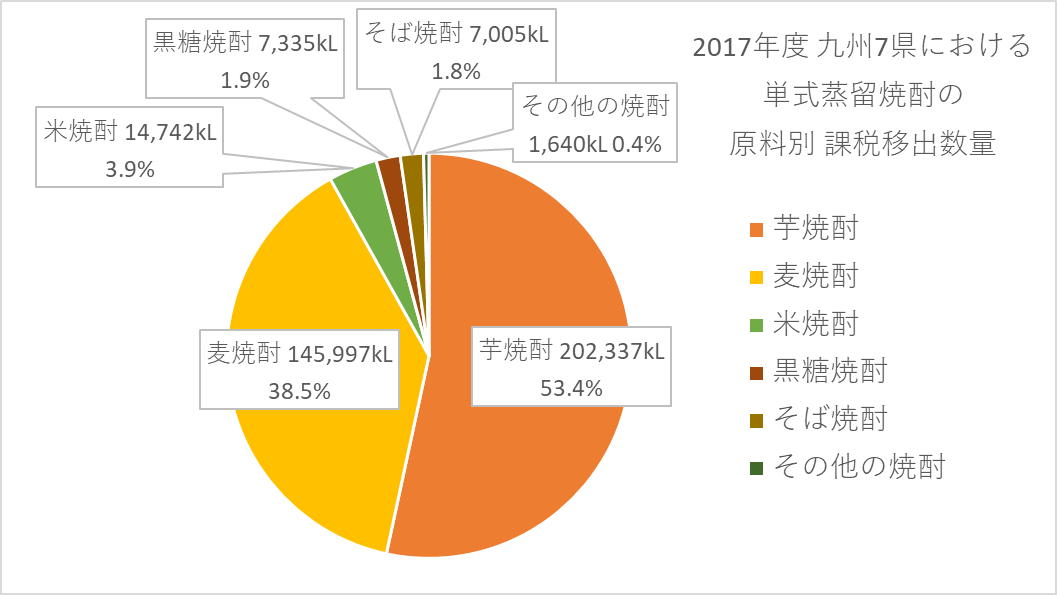
2017年度 九州の原料別焼酎生産量

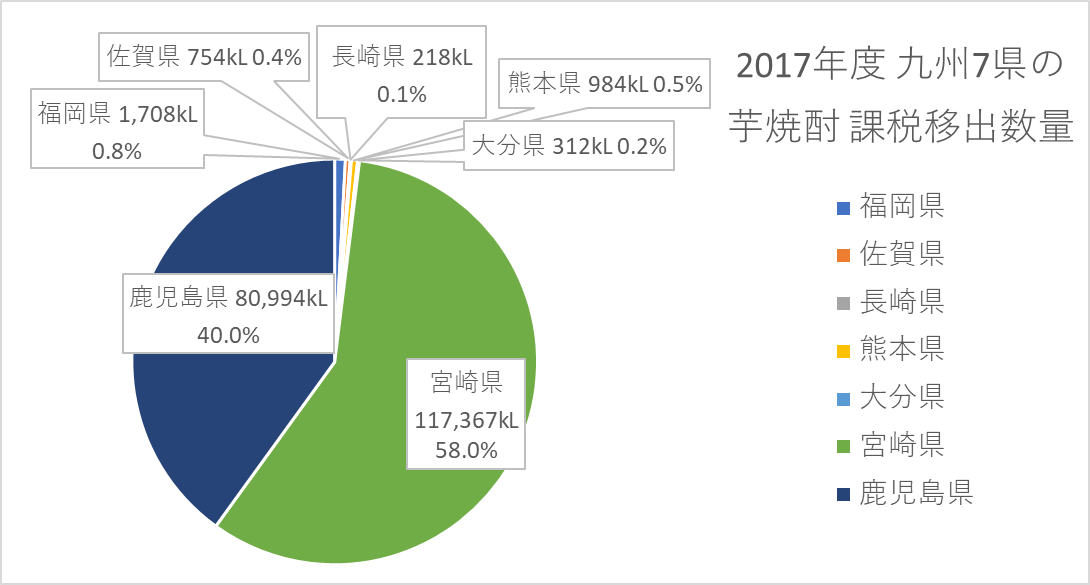
2017年度 芋焼酎の課税移出数量

2017年度の九州における課税移出数量は202,337キロリットルと、同地域で単式蒸留焼酎のうち53.4%を占め最大である。県別にみると宮崎県が117,367キロリットルで58%、鹿児島県が80,994キロリットルで40%となっており、この2県で九州全体の98%を占めている。鹿児島県は奄美群島では黒糖焼酎が作られるが、それ以外の地域は主に芋焼酎を作り薩摩焼酎という地理的表示に登録されている。伝統的な杜氏としては薩摩半島の中央西側にあたる旧・笠沙町黒瀬の黒瀬杜氏、旧・金峰町阿多の阿多杜氏があり、両者ともに早期米の収穫後の農閑期となる8月から翌年2月に、鹿児島・宮崎を中心とした九州一帯で芋焼酎や穀類焼酎の仕込みにあたっていた。
鹿児島県および隣接する串間市、えびの市ではアルコール度数25度の、都城市から宮崎県の県央では20度の芋焼酎がそれぞれ好まれる。前者は水割りやお湯割り、後者はオン・ザ・ロックなどで飲まれることが多く、燗をすると香りと甘みが特に引き立てられる。また、鹿児島県や宮崎県ではなんこをして負けた側が飲む、という文化もある。
2004年に報告された宮崎県内の本格（乙類）焼酎の銘柄別消費割合では、霧島酒造の芋焼酎・霧島が県全体の62.7%ものシェアを占めている。一方で、松の露酒造の松の霧が日南市で76%、近隣の北郷町で75%、井上酒造の飫肥杉は南郷町で90%、明石酒造の明月がえびの市で78%、松露酒造の松露が串間市で50%、とそれぞれ本社周辺の地域で高いシェアを占めている芋焼酎の銘柄もめずらしくない。また、西米良村で球磨焼酎、五ヶ瀬町や綾町では蕎麦焼酎がそれぞれ70%以上のシェアを有する。

### サツマイモの酒への適性
酒の原料として見た時、サツマイモには下記のような難点がある。
- 穀類原料ではデンプン含量が約70%なのに対してサツマイモは約25-30%と低く、アルコールの生産効率が悪い。
- 収穫に季節性があり、長期貯蔵が難しい。
- 生のままではポリフェノールオキシダーゼ（英語版）などの酵素によって変質しやすい。
- 蒸すと甘くなり雑菌が繁殖しやすい。
- 仕込みを行うと吸水してドロドロの醪となり、高い粘度で作業性を低下させる。

これに対して、以下のような点が近世の鹿児島における芋焼酎の誕生を支えた。
- 年貢となる米が貴重な一方、県内の多くの地域がサツマイモの栽培に適した水はけの良いシラス台地であるため、サツマイモを酒の原料とするモチベーションが相対的に高かった。
- 世界的に珍しい原料を蒸す製造方法が日本では一般的であり、酵素を失活させることができた。
- 蒸したサツマイモの糖化に適した麹があった。
- 鹿児島は温暖で醸造酒造りに不向きなため蒸留技術が普及し、高粘性の醪からアルコールを回収できた。

また、クエン酸によって腐敗を防ぐ黒麹、サツマイモ由来の糖分を急速にアルコールに変える二次仕込み法がそれぞれ後に導入され、安定した生産が可能になった。

## 原料の特徴およびその処理

### サツマイモ

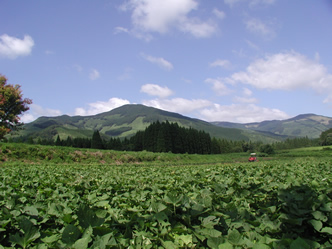
霧島市のサツマイモ畑

2017年度に日本国内で生産されたサツマイモは80万7,100トンあり、そのうち25%ほどにあたる約20万トンが焼酎の原料となっている。特に宮崎県では生産量の66%にあたる5.6万トン、鹿児島県では同48%にあたる14.3万トンがそれぞれ焼酎原料として消費されている。
サツマイモの肉色によって下記のように焼酎の特徴が分かれる。
- 黄白系：最も広く使われているコガネセンガンが含まれ、甘味とコクがある。
- 白系：ジョイホワイトなどがあり、β-アミラーゼが欠損しており糖化されにくくリナロール由来の柑橘類や花のようなすっきりした香りが高い。
- 紫系：アヤムラサキなどがあり、ジアセチルによって赤ワインやヨーグルトのような香りとなる。
- 橙系：ベニハヤトなどを含み、β-イオノンによるパパイヤやゆでたニンジンのような香りがある。

明治は源氏など、第二次世界大戦以降は農林2号など農林系の品種がそれぞれ主流だったが、1980年代半ばからは風味や甘みが評価されてコガネセンガンが芋焼酎原料の中心となった。のちにコガネセンガンの貯蔵性や害虫耐性などの弱点を改善し、さらに多様な酒質を実現するために品種開発が進められ、ジョイホワイトやときまさりなどが誕生した。生産性を高める観点から、直播栽培適性のあるムラサキアカリ、スズコガネなども開発されている。汎用的な芋焼酎の原料として宮崎県でコガネマサリ、鹿児島県でサツママサリがそれぞれ普及しつつある。
サツマイモは自動イモ洗い機で洗浄したのち、両端部を切り落として酒質低下の原因となる病痕部を取り除く。香りに影響する皮をむく場合もある。次の工程で内部まで十分に加熱されるよう、大きいイモはカットされる。続いて蒸煮缶や連続イモ蒸し器で60分間イモを蒸し、デンプンをα化および糖化させるとともに、表面の微生物を殺菌してヤニも取り除く。蒸すのが不十分だと生のサツマイモの匂いが焼酎に出てしまう。蒸したサツマイモは送風によって冷却され、もろみとして糖化が進みやすいように破砕機にかけられる。糖化を促進するβ-アミラーゼが豊富な品種は1センチメートル程度に粗く、少ない品種は細かく粉砕する。

### 米
麹用の米はコスト低減のため伝統的に安価なものが選ばれる傾向があり、20世紀半ばまでは外米、1971年からは古々米のそれぞれ破砕米が使用されていた。その後、1985年から他用途利用米、米不足となった1993年からはタイのインディカ米の破砕米、ならびに特定米穀が主に用いられている。破砕米は表面積が大きく吸水しやすいので短時間浸漬法を用い、逆に吸水しにくいインディカ米については2度蒸しなどを行い、ともに蒸し米中の水分が36-37%となるようにする。なお標準的な芋焼酎において米麹は原料中の1/6程度だが、デンプン量で換算すると約40%を占めており、香気などへの影響は大きい。

### 麹菌・酵母
白麹菌がもっとも広く使用され、黒麹菌および黄麹菌も個性を打ち出すために用いられる。白麹菌および黒麹菌はクエン酸を生成して腐敗を防ぐとともに、耐酸性の糖化系酵素を生成できるという特徴がある。なおクエン酸は蒸留の際に蒸発せず回収されないため、味に余計な影響を与えることもない。イモを蒸す際にも糖化が進むため米や麦の焼酎ほどの糖化力は必要ないが、アミノ酸やビタミンなどを供給して発酵をすすめるとともに風味を生む酵素反応が麹には求められる。
芋焼酎の産地は宮崎県や鹿児島県など気温の高い地方が中心のため、酵母には耐熱性とクエン酸に対する耐酸性とが求められる。主に鹿児島県酒造組合の鹿児島酵母、および宮崎県食品開発センターの宮崎酵母が用いられ、それぞれの中でさらにいくつかの種類がある。

## 製法

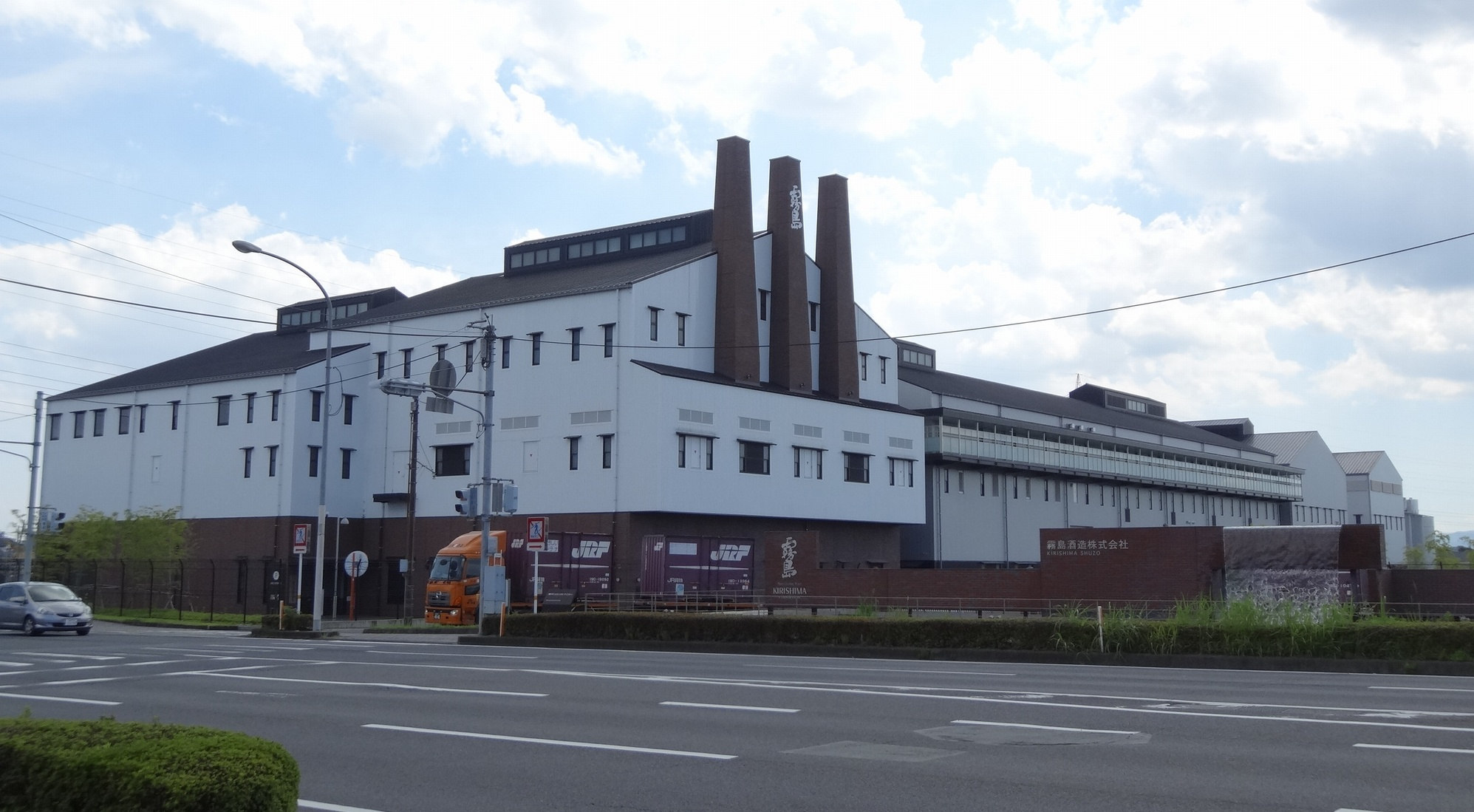
霧島酒造の焼酎工場（宮崎県都城市）

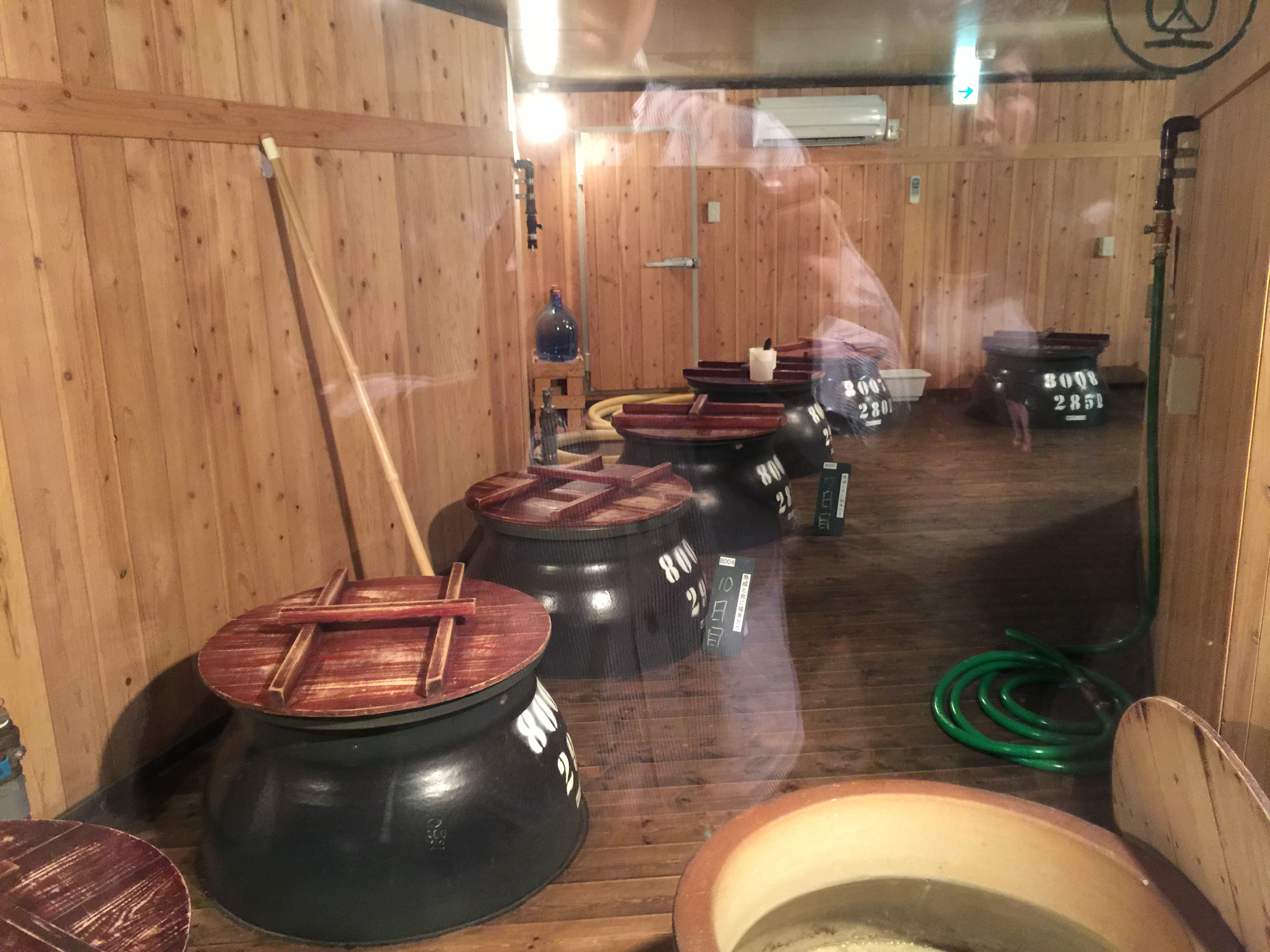
甕で仕込む芋焼酎
（薩摩金山蔵・鹿児島県いちき串木野市）

20世紀末の標準的な例では、下記のような配合で醪を2段階に分ける二次仕込みを行っている。サツマイモはデンプン含量が25-30%と穀類の半分以下のため、麹歩合が20%と低い。麹米：サツマイモ=1：5となっており、サツマイモに少ない脂質を米が補うことでコクや旨味を与えている。
- 1次醪
  - 麹米：1,000キログラム
  - 水：1,200リットル
  - 2次醪
  - サツマイモ：5,000キログラム
  - 水：2,700リットル

### 製法の展開
明治までは伝統的な穀類焼酎と同様、黄麹菌によって米の麹を作り蒸したサツマイモと水をまとめて加えて発酵させる、どんぶり仕込みと呼ばれる方法が使われていた。しかしサツマイモは米や麦と異なり、蒸して粉砕すると水を吸って醪がドロドロになって流動性が失われる上に糖分が一度に供給されてしまう。さらに黄麹菌ではクエン酸が生成されないこともあり、どんぶり仕込みでは酵母が増殖せずアルコール発酵が完了する前に腐造することが多く、品質の向上は難しかった。
明治後半になると日本酒のような段仕込みが試されたが、米焼酎と異なり芋焼酎では腐造の抑制などの効果はみられなかった。そこから試行を重ね、最初に米麹と水だけで1次醪を作ることで酵母の増殖を容易にし、その後に水と蒸したサツマイモを加えて2次醪とし、安定した発酵を行う二次仕込み法が開発された。大正に入ると泡盛製造に使われていた黒麹菌が導入され、クエン酸の生成によって腐造が抑制されるようになった。

### 製麹
20世紀末には、主に白麹菌を用いて回転ドラム・通風法により製麹が行われるようになっている。3回程度に分けて種麹をドラム内に入れて十分に混ぜたのち、約35℃で蒸し米を投入して38℃から39℃で、1回から3回、切り返しを行う。その後、36℃から37℃の棚に8時間ほど保持すると菌糸がはっきり伸びてくるので、手入れをして、34℃から35℃で、低温経過して出麹を待つ。低温経過の間にクエン酸が生成される。
近年ではサツマイモによる麹作りも行われている。蒸したサツマイモは水分が多く製麹の際に崩れやすいため、サイコロ状に切って熱風処理したり、同様に切って蒸した後に乾燥させて再度蒸す、などの方法でサツマイモ麹が作られる。サツマイモ麹100%の場合は米麹に比べて香気成分が3倍から6倍になったという報告があり、香気の生成阻害やマスキングを抑制する効果があるとみられる。また、伊豆諸島では主に麦によって麹を作る。

### 1次仕込み
1次醪は麹米に対して水120%の汲水歩合とし、20℃から30℃で仕込む。酵母培養液：麹=1：500の重量比となるよう酵母を加え、この際に最初の数回は純粋酵母を用いるが、以降は、3日目から4日目の1次醪を種酵母として植え継ぐ「差しモト」と呼ばれる手法をとる。3日目頃に最も温度が上がるので1日2回から3回、櫂入れを行い30℃を超えないようにし、同時に浮いている麹を沈めて好気性菌の繁殖による香りの悪化を防ぐ。通常は5日から7日程度、暖季は9日目まで熟成させる。サツマイモをすぐに加えないことで粘性が低く抑えられ、酵母密度（約2×108個/ml）とアルコール濃度（約15%）、糖濃度が全て高い状態で安定した一次醪が得られる。

### 2次仕込み
サツマイモの少ないデンプン量で醪のアルコール濃度を高く保つため、2次仕込みで汲水歩合は、65%から70%と穀類の焼酎に比べてかなり低い水準に抑えられている。サツマイモを1次醪に加える際、粒度が粗いとデンプンが十分に溶解せずアルコール収率が低下してしまうが、最初に潰しても発酵が十分進まずやはり収量が低下する。このため蒸したサツマイモは潰さず1センチメートルほどの厚さにして、水とともに1次醪に攪拌しながら凝集を防ぎつつ加えて25℃程度で仕込む。蒸したサツマイモからは大量の糖分が供給されるが、1次醪にある高濃度のアルコールが腐敗を防ぎ、さらに高密度に蓄えられた酵母がアルコール発酵を進めて急速に糖分を消化していく。これによって粘性が低下し、同時に炭酸ガスが発生するため醪が攪拌されて溶解が進み、2日目には30℃を超える。36℃以上では酵母が死滅し、逆に低温では発酵が長引くため、30℃から35℃に温度を保ちながら、7日間から10日間おく。

### 蒸留・製成
2次醪は粘性が高いため生蒸気を直接吹き込む形式の常圧蒸留が一般的に用いられるが、減圧蒸留や両者のブレンドも一部で行われている。単式蒸留器の缶体はステンレスや琺瑯で作られており、数本の管で蒸気が吹き込まれて、醪が流動しながら全体が加熱されるように設計されている。缶容量の半分程度の醪を投入し、蒸気を吹き込んで、30分から50分で蒸留液が垂れ始め、そこから150-180分で蒸留が完了する。
蒸留直後の原酒はホルムアルデヒドなどのガスや、パルミチン酸、オレイン酸、リノール酸などのエチルエステル成分が含まれる。中でも、リノール酸エチルは油臭と表現されるオフフレーバーの原因となる。このため開放状態で1か月ほど貯蔵するか移し替えなどを行ってガスを抜き、ろ過をしてエチルエステルを除去する。高級脂肪酸がエタノールと醪中で反応して生成したエチルエステルは重要な香味成分でもあるため、除去しすぎると焼酎のバランスが崩れる。また、エチルエステルが空気と反応して酸化分解すると油臭の原因となるため、表面に浮かないようアルコール度数を30%以上に保ち、反応を抑制するよう低温で暗所に貯蔵する。

## 歴史

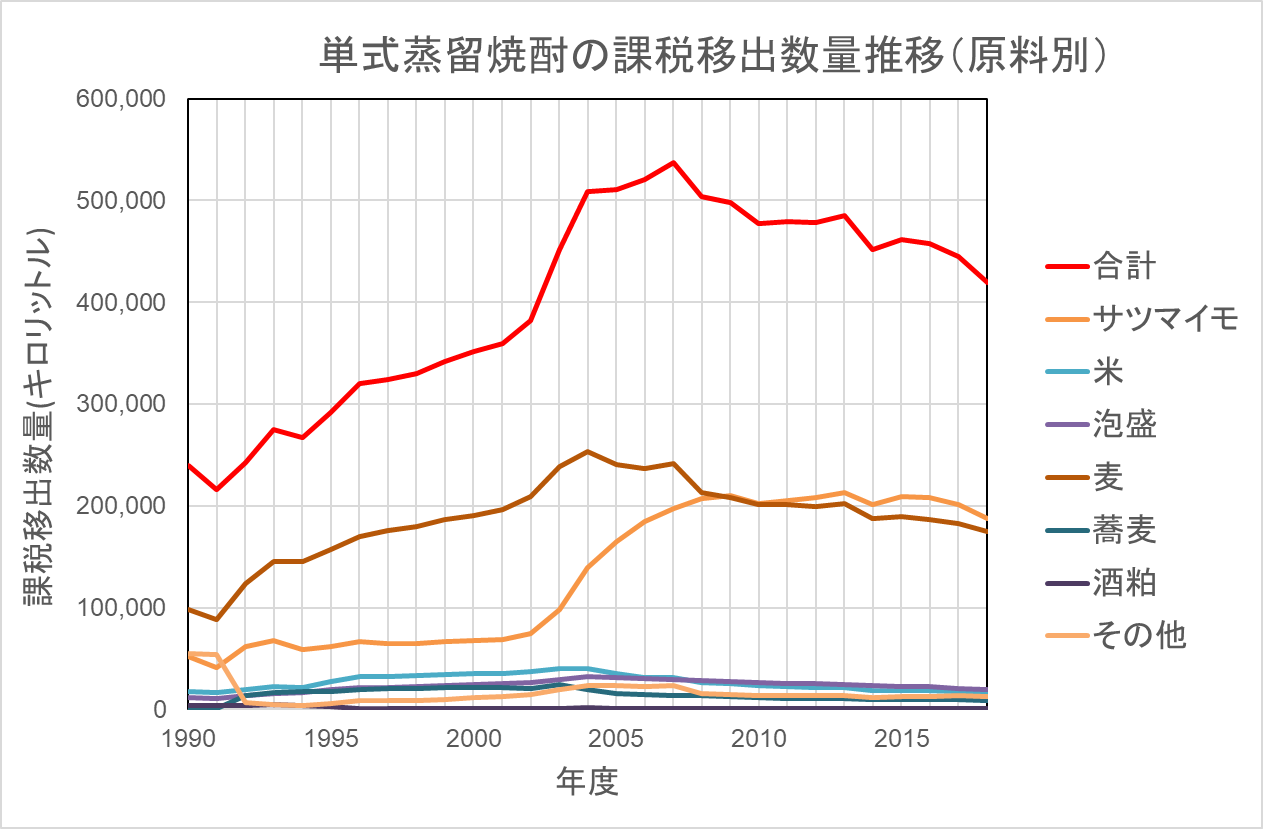
単式蒸留焼酎の原料別課税移出数量の推移

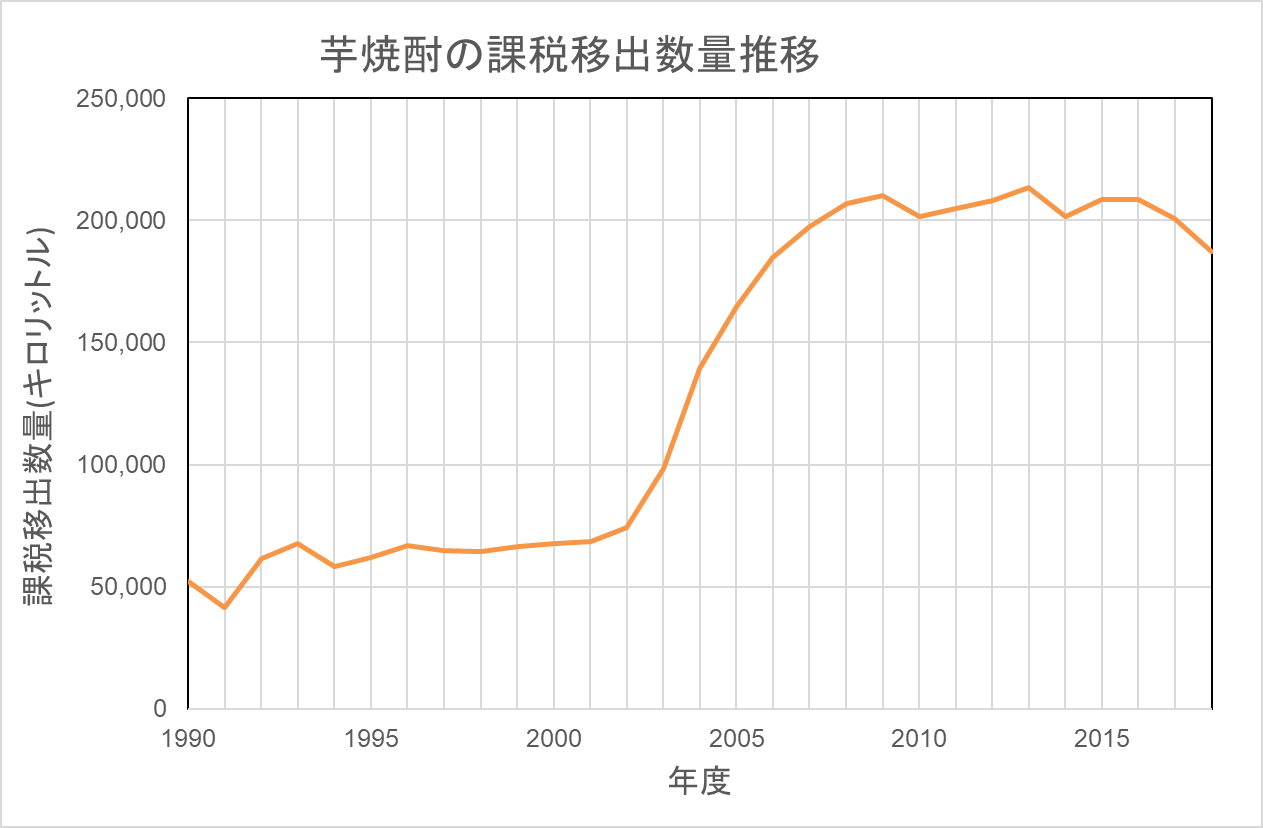
芋焼酎の課税移出数量の推移

### 近世以前
『三国名勝図会』によると焼酎の製法は中国から琉球王国経由で薩摩国に伝わり、1546年にジョルジ・アルヴァレスが記した『日本の諸事に関する報告』では薩摩の山川付近で米焼酎が飲まれていると記されている。宝永2年（1705年）に琉球から薩摩の山川にサツマイモが伝わると、水はけが良くて稲作には適さないシラス台地での栽培が急速に広まり、18世紀前半までには薩摩藩内で芋焼酎が作られるようになった。さらに18世紀中盤には薩摩藩内の都城や佐土原藩などにも芋焼酎の製法が伝えられ、さらに飫肥藩や高鍋藩にも伝播して、日向国中南部に普及していった。また、19世紀半ばに八丈島に流罪となった丹宗庄右衛門によって三宅島や八丈島に芋焼酎の製法が伝わっている。

### 近代
明治に入ると1871年に酒造株が廃止されて届出制で自由に酒造ができるようになり、鹿児島県内には一時はおよそ3万軒の自家用焼酎生産者がいたとみられる。しかし黄麹菌とどんぶり仕込みを用いていたため腐造が多く、当時の芋焼酎は大衆的だが米焼酎より品質的に劣るものとされていた。1898年に自家用焼酎の製造が禁止され、この前後に薩摩半島で阿多杜氏および黒瀬杜氏が誕生したとみられる。日露戦争後の好景気で焼酎は特に生産が増加し、1907年には全国の焼酎生産量174,782石（31,529キロリットル）のうち、鹿児島県産の芋焼酎だけで32,278石（5,823キロリットル）と18%を占めていた。一方で急速に生産量が増えたことで市場は混乱したため、1909年でも鹿児島内で約3,000軒あった免許製造者は企業整理によって1911年には485軒まで減少させられている。
企業整理にともなって酒造業者ごとの生産数量は増加する一方で、沖縄から伝わった黒麹菌や、2段仕込みなどの技術が導入され、前者は急速に鹿児島県内で普及した。また鹿児島で使用されていた麹用の外砕米が宮崎県でも用いられるようになりコスト低減が進められた。当時の酒価は資本力の大きい仲買業者が決定権を握っており、これに対抗する生産者の組織として1913年に鹿児島県酒造組合連合会が結成された。同年の芋焼酎はアルコール度数40度で1升（1.8リットル）あたり72銭程度であり、1916年の鹿児島県と宮崎県の年間焼酎消費量はそれぞれ11,725キロリットルと5,051キロリットル、1人当たりでは4.3升（7.8リットル）、および、5.9升（10.6リットル）であった。
関東大震災などもあって酒価の低迷が続いたことを受け、翌1924年には鹿児島県で焼酎の製造期間を10月から翌年4月に限定する自主規制が設けられ、これは後に蒸留期間の制限となった。また、同年には黒瀬と阿多の杜氏が合同で加世田酒造杜氏組合を結成している。1930年には鹿児島・宮崎の両県で芋焼酎の最低価格を1升あたり2.15銭/度としたが、この協定が必ずしも順守されなかったため、1932年には直近3年間の生産量をもとに生産量の制限を行っている。1942年には食糧管理法が制定され、米およびサツマイモの供給が同法により統制されるようになった。

### 現代
1950年にサツマイモの統制が解除されると生産が増加したが、競争激化を受けて1954年に鹿児島県、1956年には宮崎県で、それぞれ製造数量の自主規制が始まり1968年まで続いている。1970年代に入ると第1次焼酎ブームが起き、薩摩酒造のさつま白波を中心に、福岡市をはじめとする北部九州の中核都市で芋焼酎の消費が広がっていった。1980年代には第2次焼酎ブームが起きるが、その中心は大分麦焼酎や混和焼酎などすっきりした商品であり、芋焼酎の伸びは大きくなかった。2000年代の第3次焼酎ブームでは大都市圏で焼酎の消費量が急増し、東京・関信越では2000年から2004年にかけて本格焼酎の消費数量が約60,000キロリットルから約115,000キロリットルまで2倍近くに急増して南九州4県の消費量を上回るようになった。この第3次ブームの中心となったのは芋焼酎で、2000年から2005年にかけて課税移出数量は67,509キロリットルから164,666キロリットルまで2倍以上に増加している。また、2005年には鹿児島県で製造される芋焼酎が薩摩焼酎として国税庁の地理的表示に登録されている。2008年には年間の課税移出数量が20万キロリットルを超え、2010年には麦焼酎を抜いて原料別の課税移出数量で1位となった。